# Новосадска телевизија
Новосадска телевизија је телевизијска станица из Новог Сада. Налази се у власништву предузећа Србија данас, у чијем је власништву и лист Дневник. Седиште се налази у пословном центру Аполон.

## Историја
Јавно предузеће Градски информативни центар Аполо основала је Скупштина града Новог Сада 13. септембра 1999. Предузеће је задужено да оснује градске медије — телевизију, радио и новине, како би се грађани потпуније информисали о свим значајним догађајима у граду, а такође и у земљи и свету. Најпре је настала градска телевизија под именом Аполо, како се назива пословни центар, у чијим просторијама су смештене редакција и ТВ студио. Дана 5. јула 2010. телевизија је променила име у Новосадска.

## Програм
Као сервис грађана, Новосадска телевизија учвршћује своје позиције као изразито градски медиј. Окосницу програма чине емисије информативног карактера, ток-шоу програми, емисије из области културе, науке, спорта, музике и забаве. Приказују се домаћи и страни играни и цртани филмови. 